# Сан Пјетро (Анкона)
Сан Пјетро (итал. San Pietro) насеље је у Италији у округу Анкона, региону Марке.
Према процени из 2011. у насељу је живело 75 становника. Насеље се налази на надморској висини од 320 м.